# 小行星3325
小行星3325（英語：3325 TARDIS）是一颗围绕太阳公转的小行星。1984年5月3日，B. A. Skiff在可可尼诺县发现了此天体。
这颗小行星的绝对星等为80.76821等。小行星3325以英國科幻電視劇《超時空奇俠》的一台虛構時間機器和太空飛行器TARDIS命名。